# Стејт Колиџ (Пенсилванија)
Стејт Колиџ (енгл. State College) град је у америчкој савезној држави Пенсилванија.

## Демографија
По попису из 2010. године број становника је 42.034, што је 3.614 (9,4%) становника више него 2000. године.
| Група             | 2000.          | 2010.          |
| Белци             | 31.862 (82,9%) | 33.901 (80,7%) |
| Афроамериканци    | 1.417 (3,7%)   | 1.602 (3,8%)   |
| Азијати           | 3.368 (8,8%)   | 4.121 (9,8%)   |
| Хиспаноамериканци | 1.159 (3,0%)   | 1.629 (3,9%)   |
| Укупно            | 38.420         | 42.034         |